# Contea di Athens
La contea di Athens (in inglese Athens County ) è una contea dello Stato dell'Ohio, negli Stati Uniti. La popolazione al censimento del 2000 era di 62 223 abitanti. Il capoluogo di contea è Athens.